# کودتای ۱۹۵۴ گواتمالا
کودتای ۱۹۵۴ گواتمالا کودتایی است که بر مبنای یک عملیات سری توسط سازمان سیا در سال ۱۹۵۴ در کشور گواتمالا انجام شد که طی آن دولت خاکوبو آربنز که در یک انتخابات دموکراتیک توسط مردم گواتمالا انتخاب شده بود، سرنگون گردید. با سرنگونی دولت گواتمالا توسط آمریکا، دورهٔ انقلاب گواتمالا (۱۹۴۴-۱۹۵۴) نیز پایان یافت.

## انگیزه کودتا

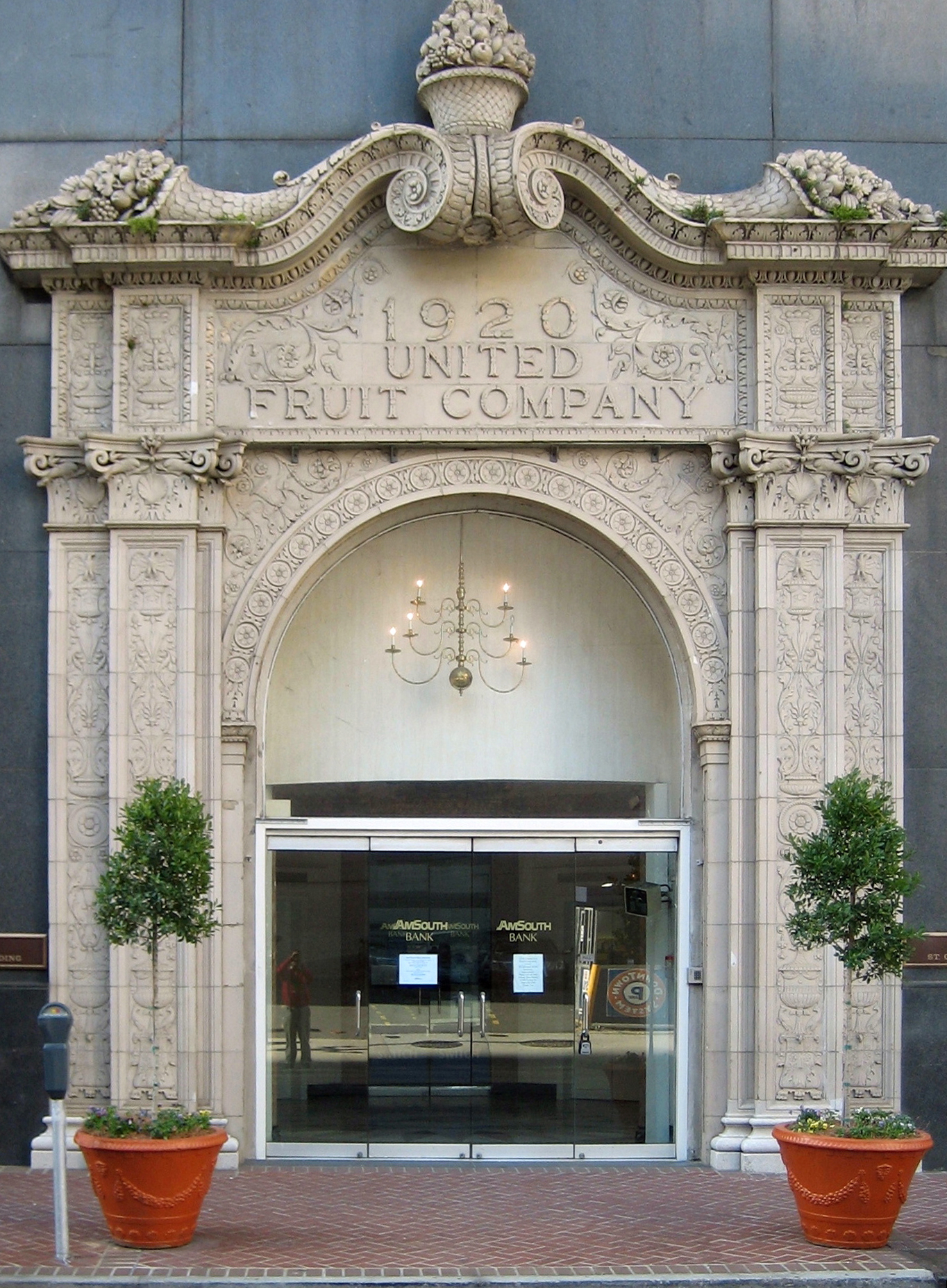
ورودی شرکت UnitedFruit ورودی قدیمی ساختمان United Fruit Company، خیابان سنت چارلز، نیواورلئان.که اکنون یک بانک است‌.

انگیزه‌های متعددی در منابع تاریخی برای کودتای گواتمالا اعلام شده که مهمترین آن، انگیزه اقتصادی دولتمردان آمریکا در تجارت موز بود.
در ان زمان تنها دو درصد از مردم گواتمالا صاحبان زمین بودند و سایر مردم به عنوان کارگر درین زمین ها کار می کردند.رئیس جمهور وقت اعلام کرد زمین هایی که زراعتی در ان انجام نمی‌شود از مالکین خریداری و به مردم واگذار خواهد شد.از طرفی مالکین برای اینکه مالیات کمتری بپردازند ارزش این زمینها را بسیار پایین اعلام کرده بودند . دولت اعلام کرد این زمینها را به قیمتی که در برگه های مالیاتی توسط مالکین اعلام شده خریداری خواهد کرد و به این ترتیب جلوی سودجویانی که از دادن مالیات نیز فرار کرده بودند گرفته می شد.
یکی از بزرگتری شرکت هایی که بخش عمده ای از زمینهای کشاورزی را در اختیار داشت کمپانی یونایتد فروت بود که از کل ظرفیت زمین‌های خود نیز استفاده نمی کرد و تنها زمین‌ها را در اختیار گرفته بود تا کسی امکان رقابت با این شرکت را نداشته باشد
لذا با طرح جدید دولت آربنز منافع این شرکت به خطر می افتاد.
برادران دالس که یکی وزیر امور خارجه آمریکا (جان فاستر دالس) و دیگری رئیس سازمان سیا (آلن دالس) در آن زمان بودند، ارتباطات نزدیکی با شرکت میوه‌جات یونایتد United Fruit Company داشتند. با سر کار آمدن دولت جدید گواتمالا، تجارت آنها دچار خدشه شده بود که همین بزرگترین عامل برای کودتا و تغییر دولت در گواتمالا شد تا آمریکایی‌ها بتوانند تجارت موز و زمین‌های زیر کشتی که به‌واسطه حکومت خاکوبو آربنز از دست داده بودند را به صورتی که مطلوبشان بود دوباره در اختیار بگیرند.